# Muntset

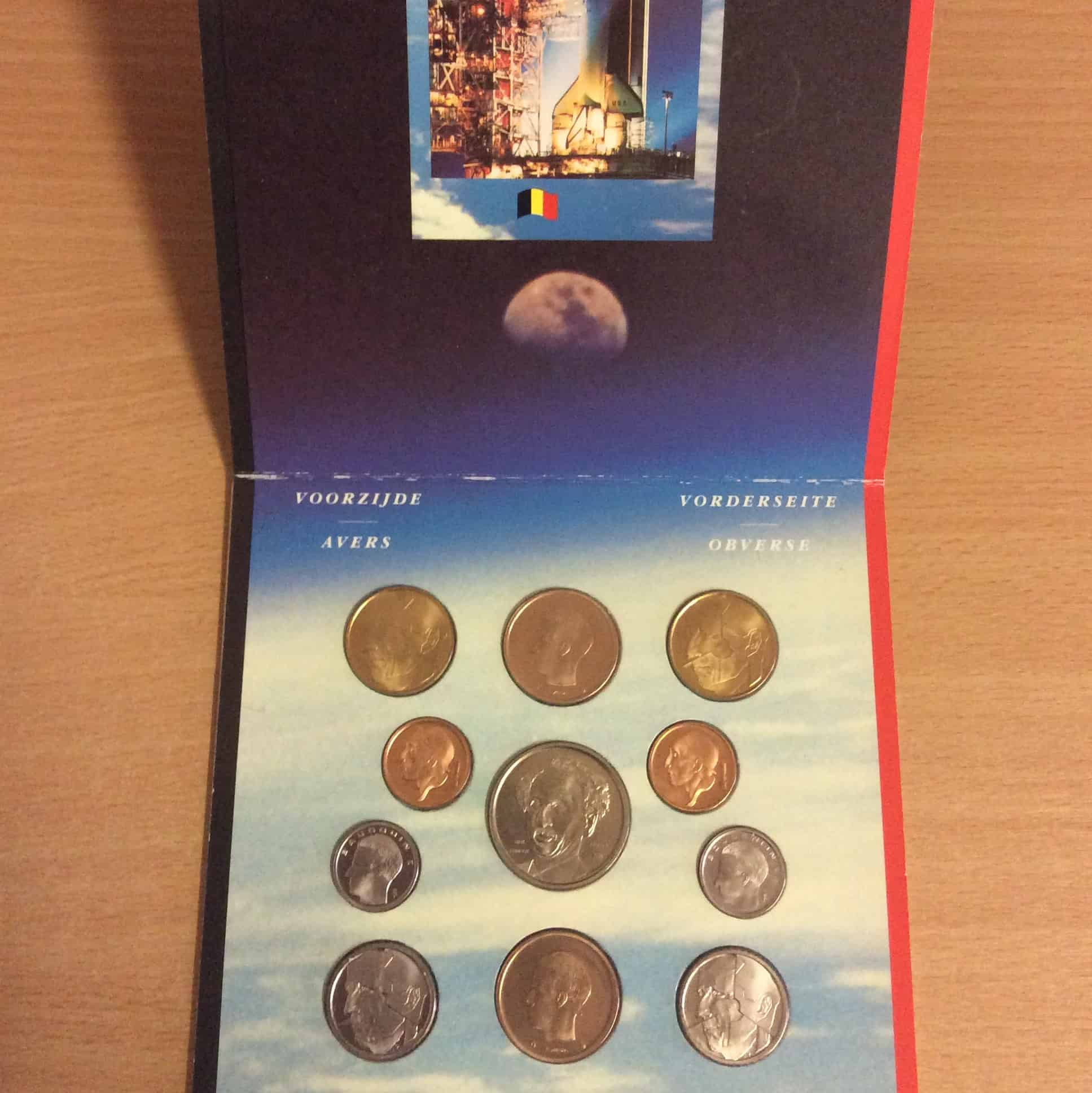
Voorzijde Belgische muntset met thema ruimtevaarder Dirk Frimout uit 1992 (schaars exemplaar)

Een muntset of jaarset (ook FDC-set, BU-set of UNC-set genoemd) is een jaarlijkse officiële uitgifte door een nationaal of internationaal munthuis met daarin alle reguliere muntstukken van één specifiek land. Ze worden beschermd via blisterverpakking, plastiekfolie of capsule. 
Alle uitgegeven muntsets, wereldwijd, bevatten circulatiemunten die een wettig betaalmiddel waren op het moment van uitgifte, met verschil dat ze meestal in een betere muntslagkwaliteit zijn aangemunt dan circulatiemunten voor de omloop. Hoewel het mogelijk is, zijn deze muntstukken niet bestemd om in omloop te komen maar opgeborgen te blijven in muntsets omdat ze duurder zijn.
Het mag zeker niet worden vergeleken met verzamelaarsmunten waarbij de nominale waarde afwijkt van reguliere muntstukken. Verzamelaarsmunten zijn alleen geldig in het land van uitgifte In Europa verplicht de Europese regelgeving dat alle deelnemende landen verzamelaarsmunten als betaalmiddel moeten ontmoedigen en opnemen in een officiële bekendmaking. Omdat ze in vergelijking met muntstukken uit muntsets niet geldig zijn in de hele eurozone.

## Uitvoering
Muntstukken uit een muntset kennen vier mogelijke basisuitvoeringen. Elke uitvoering gebruikt een andere techniek van het aanmunten met verschillende aankoopprijzen bij uitgifte: 
| Munstslagkwaliteit              | Afkorting | Kenmerken |
| ------------------------------- | --------- | --- |
| Circulatiemunt                  | geen      | Snel maar toch kwalitatief geslagen. Kan kleine gebreken vertonen behalve bij de eerste aangemunte.                                                                                    |
| Fleur De Coin                   | FDC       | In een betere muntslagkwaliteit geslagen dan circulatiemunten maar dan met een muntpers speciaal bedoeld voor verzamelaarsmunten. De stempel wordt regelmatig herpolijst en vervangen. |
| Prooflike                       | geen      | Sneller geslagen dan Proof maar met aangepaste FDC-stempel. |
| Quality Proof / Proof kwaliteit | QP        | Trager maar in de hoogst mogelijke muntslagkwaliteit geslagen. |

## Functie blisterverpakking
Muntsets zijn interessant voor verzamelaars omdat muntstukken in muntsets er veel volmaakter uitzien. Door het vertragen van het productieproces en polijsten van muntplaatjes krijgen muntstukken in kwaliteit FDC en BU een lichte mattering in het reliëf met een zacht glanzende achtergrond. 
Doordat de kwaliteit beter oogt worden ze niet alleen duurder verkocht maar zijn ze ook gevoeliger voor aanraking. Door de beschermende blisterverpakking of plasticfolie zijn de munten afgeschermd van de zuurstof van de lucht en kunnen ze opgepakt worden zonder aangetast te worden door vet van de handen. Omdat er nauw contact is tussen de folie en het muntstuk is de folie ook goed doorzichtig.

## Thema
Een muntset wordt vaak uitgebracht met een thema of gebeurtenis. Aan de buitenkant van de blisterverpakking zijn foto’s te zien en aan de binnenkant (bij het openvouwen) alle reguliere muntstukken plus een exclusieve medaille, penning of herdenkingsmunt over het gekozen thema. In 2022 was het thema in Nederland “aarde” en in België “Stad Gent”. In een wereldmuntcatalogus is te vinden welk land een thema gebruikt.

## Euromuntsets in Europa

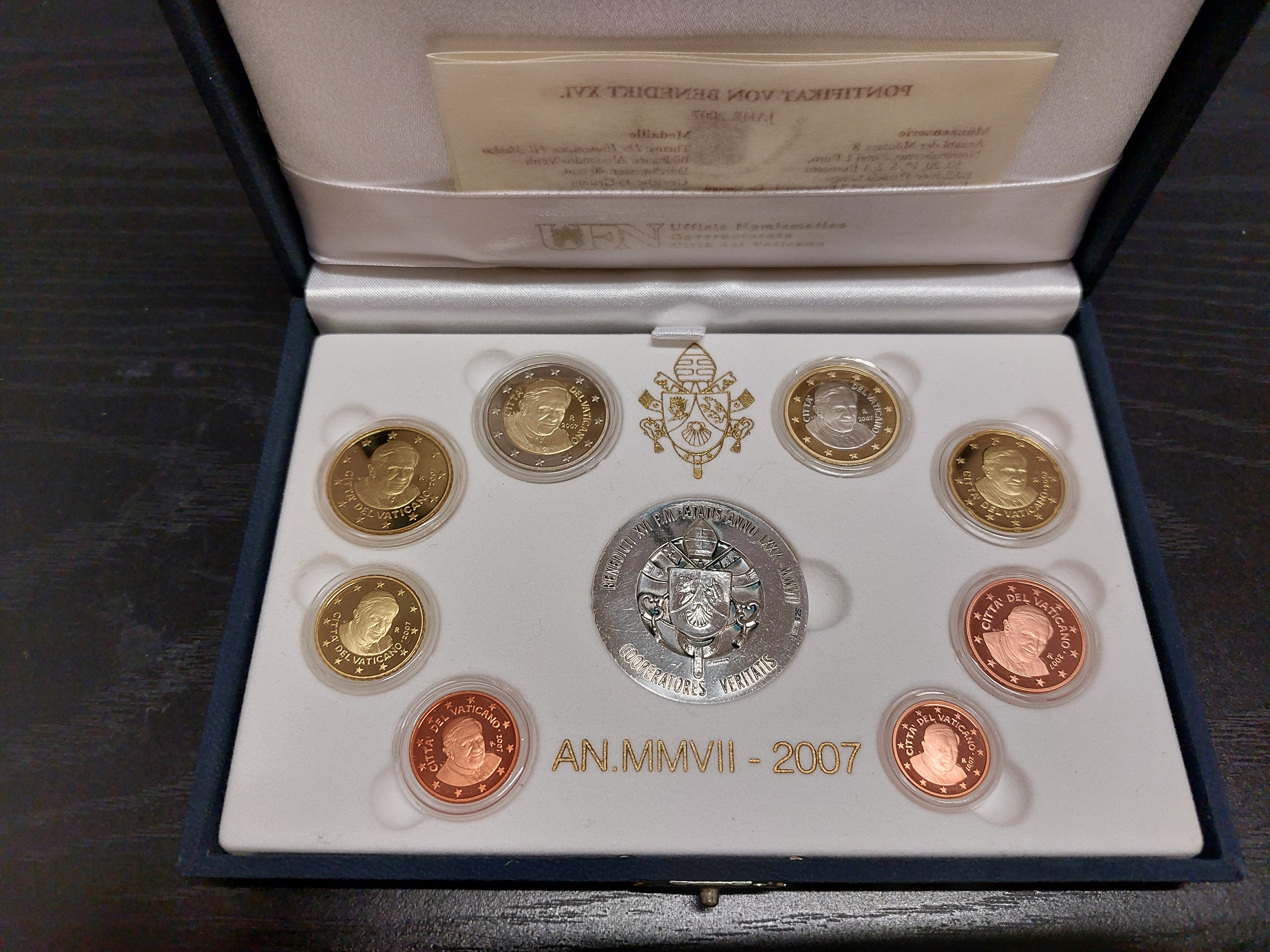
Euromuntset van Vaticaan 2007 in Quality Proof (QP) met reliëf in matte uitvoering op blinkende achtergrond.

Tot de invoering van de euro hadden de deelnemende landen elk hun eigen munteenheid. Het ontmunten betekende ook het einde van de jaarlijkse muntsets in deze valuta. Vanaf dat moment deden euromuntstukken hun intrede in (euro)muntsets voor alle nieuwe uitgiftes. In principe is het mogelijk deze munten uit hun verpakking te halen en ermee te betalen in de supermarkt. Tenslotte zijn ze net als circulatiemunten een wettig en officieel betaalmiddel.

## Andere benamingen
De functie van muntsets is wereldwijd hetzelfde, alleen zal elk munthuis haar eigen productieproces en terminologie hanteren. Zo wordt een FDC-set in Engeland een BU-set genoemd en in Amerika een UNC-set. In Europa is de benaming Uncirculated (UNC) ook reeds ingeburgerd als marketingtechniek, waaronder ook in Nederland.
| Munstslagkwaliteit            | Afkorting | Europese munthuizen |
| ----------------------------- | --------- | --- |
| Uncirculated / ongecirculeerd | UNC       | De gewone geslagen circulatiemunten worden uit hun productiecontainer gehaald en voorbehouden voor UNC-muntsets. Deze muntstukken worden geslagen om in omloop te komen maar worden niet in omloop gebracht. Een extra toevoeging in hun assortiment.                      |
| Brilliant Uncirculated        | BU        | De allereerste muntstukken worden geslagen met een nieuwe stempel via een aparte muntpers en worden nadien voorzichtig opgevangen en voorbehouden voor BU-muntsets. Daarna gaat de stempel richting muntproductieproces. Een BU-muntset vervangt de vroegere FDC-muntsets. |

Omdat een stempel voor Brilliant Uncirculated nooit hoeft herpolijst en vervangen te worden kan een betere constante in de kwaliteit gegarandeerd worden. Daarom is een BU altijd gelijk aan FDC maar is FDC niet per definitie gelijk aan BU. Alles hangt af van het productieproces en wanneer de uitgifte plaatsvond. Zo kunnen FDC-muntsets van in de jaren 70 absoluut niet tippen aan de 21e-eeuwse kwaliteit. Dergelijke sets blijven dus voor altijd FDC-sets. Wereldwijd mag ook elk munthuis een eigen interpretatie geven aan de termen BU en FDC.

## Geschiedenis
In 1942 begonnen verzamelaars aan munthuizen te vragen om nieuwe ongebruikte muntstukken op te sturen voor hun verzameling, waarna ze in een simpel kartonnetje werden opgestuurd door munthuizen. Hierdoor waren muntstukken gevoelig voor beschadiging. De Amerikaanse munthuizen speelden hierop in en bedachten de 'mintset', die jaarlijks kon worden uitgegeven. Vaak bevatten deze sets ook jaartallen die niet werden uitgegeven.
De allereerste muntsets werden uitgebracht in Amerika tussen 1946 en 1958, dit waren muntsets met daarin alleen circulatiemunten van dit jaar, dit waren geen speciale stempels of procedures maar gewoon na het slaan willekeurig verpakt. Later werden de eerste circulatiemunten van nieuwe productiestempels gebruikt om in mintsets te verwerken. Dit werd in het verleden door verscheidene landen eerst apart gehouden vanwege de betere kwaliteit. In Amerika, in 1959, kwamen ook de allereerste proofmuntstukken in een muntset op de mark voor verzamelaars. Munten geslagen met een aparte muntpers en aangepaste procedure.

## Commerciële sets

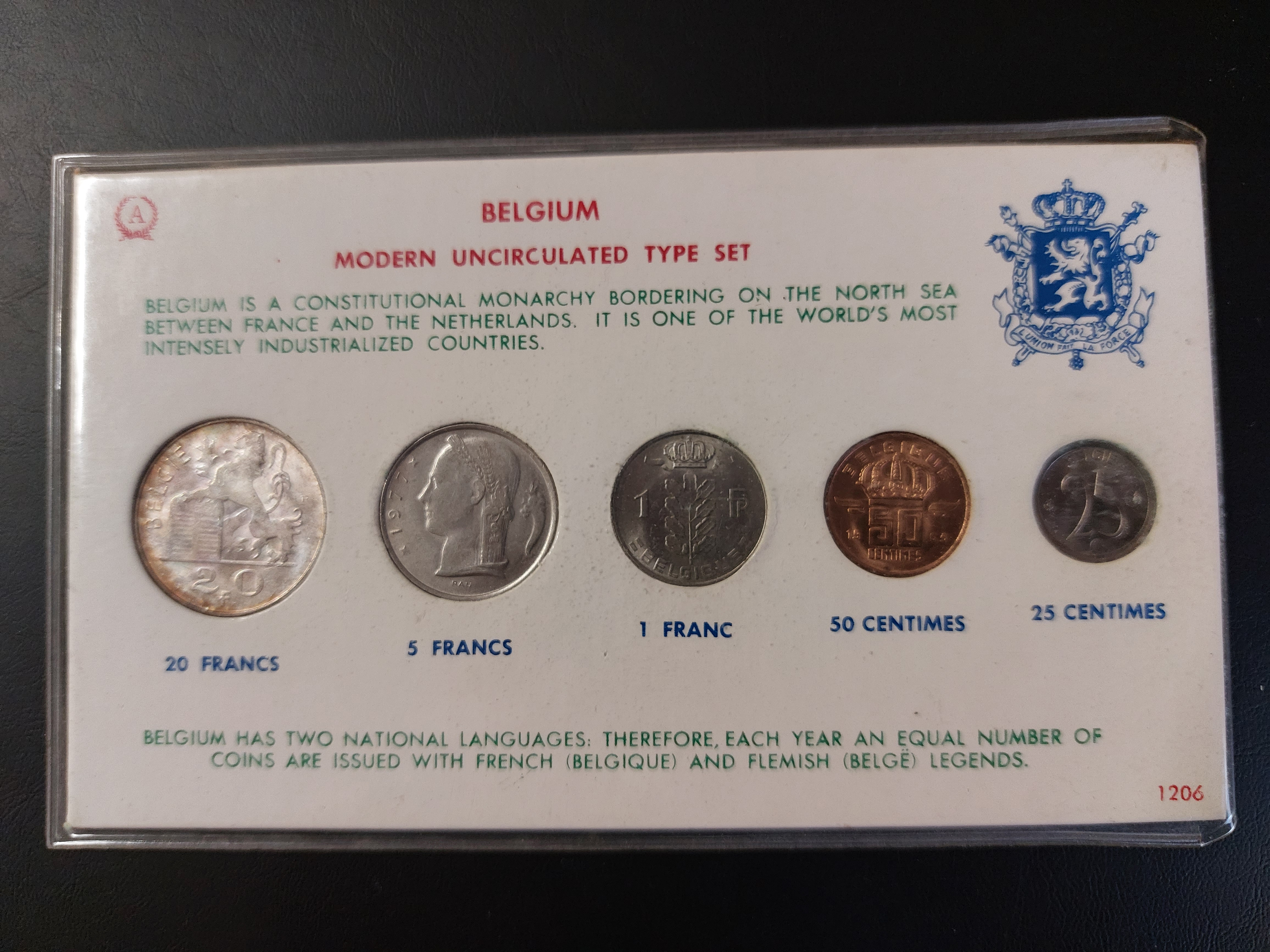
Belgische type set uit Amerika met originele muntstukken van vroeger. Dit is geen officiële muntset.

Commerciële munthuizen maken daarnaast pseudosets met de bedoeling hun eigen creatie aan verzamelaars te verkopen. Andere bedrijven verwerken originele (oude) muntstukken als souvenir in een zogenaamde type set met daarop informatie over het gekozen land. Dergelijke muntsets zijn niet vals maar ook niet echt origineel.

## Nep-muntsets
In de loop der jaren zijn er wereldwijd valse muntsets op de markt gebracht. Het gaat dan vooral over muntsets die zeldzamer en duurder verkocht worden. Een dergelijke muntset is voor een leek nauwelijks te onderscheiden van een echt exemplaar. 
Om valse en samengesteld muntsets, van echte muntsets te onderscheiden, wordt een catalogus gebruikt. Er zijn al duizenden officiële muntsets wereldwijd uitgegeven en allemaal gecategoriseerd. Hierin staan alle originele muntsets per land, per jaartal met uitgifteprijs en huidige verkoopwaarde vermeld. Als een set in dergelijke catalogi niet vermeld staat, is het geen originele muntset. Staat het vermeld dan moet nog de authenticiteit bepaald worden.

## Varianten
- Benelux set: Een dubbele muntset met euromuntstukken van België, Nederland en Luxemburg samen
- Intro Euroset: De allereerste uitgegeven muntset in euro’s
- Duo muntset: Muntset (van België) bestaande uit twee onafscheidelijke delen zoals Frans & Nederlands
- Coin card: Met één stuk wettig betaalmiddel, maar geen volwaardige muntset
- Mintset/Coinset: Engelse benaming voor muntset